# Blaye-les-Mines
Blaye-les-Mines is een gemeente in het Franse departement Tarn (regio Occitanie) en telt 2944 inwoners (1999). De plaats maakt deel uit van het arrondissement Albi.
Net als in het naburige Carmaux waren hier steenkoolmijnen.

## Geografie
De oppervlakte van Blaye-les-Mines bedraagt 8,9 km², de bevolkingsdichtheid is 330,8 inwoners per km².

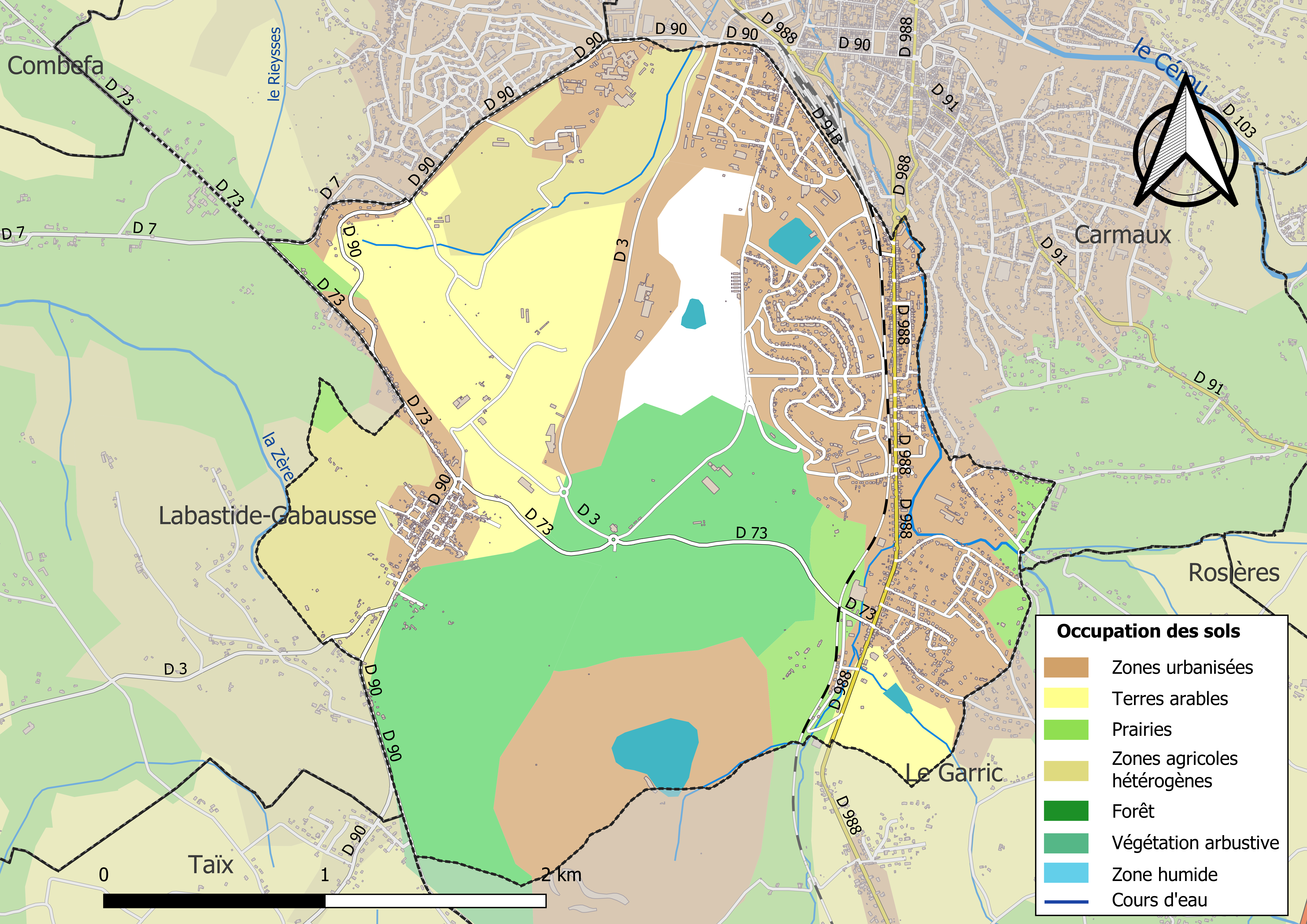
Kaart van de gemeente met de belangrijkste infrastructuur, bodemgebruik en omliggende gemeenten

## Demografie
Onderstaande figuur toont het verloop van het inwonertal (bron: INSEE-tellingen).

## Geboren
- Pierre-Jean-Louis Campmas (1756-1821), politicus en magistraat